# Българска национално-радикална партия
Българска национално-радикална партия (или БНРП) е българска крайно дясна партия, регистрирана на 14 април 1990 година с председател Иван Георгиев. Най-голям успех партията има на парламентарните избори през 1991 година, като събира 62 462 гласа или 1,13% от гласовете. От месец юли 2006 година председател на БНРП става Павел Чернев. На частичните местни избори през 2009 година, за кмет на град София партията издига д-р Емил Антонов, а за кмет на Враца издига Стефан Чолаков.

## История

### Българска националистическа партия
На 1 септември 1955 година в параклиса на евангелистката църква на ул. „Солунска“ в град София е основана в нелегални условия Българската националистическа партия (БНП). Главен организатор и идеолог е Иван Палазов, бивш водач на Съюза на българските национални легиони (СБНЛ) в град Варна, при основаването на партията СБЛН има 45-годишнина. Други основатели са о. з. Атанас Германов, Георги Лозенски, Максим Шивачев, Баджов и др. От младото поколение присъстват Иван Георгиев (днес председател на БНРП), Илия Попов и Петър Попов.
За цел БНП има да защитава националните интереси на българския народ, да се бори за възраждането на националните идеали, за обединението на България в трите области – Мизия, Тракия и Македония. За тази цел те работят сред учениците от гимназиалните класове, като се набират достатъчно предани кадри, които след завършване на гимназиалното си образование да влязат във висшите военни училища, с цел да станат офицери и с тях да бъде извършен военен преврат.
На Иван Георгиев се възлага вербуването на кадри в София. Той работи в 6-о, 7-о, 34-то и 31-во училища и привлича над 120 младежи. Организаторските му качества го издигат в началото на 1956 година за ръководител на младежката организация в цяла България. Създават се комитети в село Сестримо, Пазарджишко, и Враца.
През 1956 година избухват унгарските събития, които стряскат комунистическата власт в България. В партията започват да се промъкват агенти на Държавна сигурност (ДС) като Герги Каранджулов, и след Великден през 1957 година партията е разгромена, и нейните деятели попадат в затвора. Присъдите са тежки, но съответстват на този политически период. Макар и 16-годишен, Иван Георгиев, като младежки ръководител, е осъден на 5 години затвор, от които лежи 3 в Централния софийски затвор. През 1960 година е освободен.

### Българска национално-революционна партия
След като Иван Георгиев излиза на свобода, той се заема отново да възстанови структурите на партията. Възстановява е под името Българска национално-революционна партия. Неоценима помощ му оказва Михаил Йорданов – бай Мишо, 64-годишен, с две висши образования – философия и дипломация. Същият е бил уволнен и пенсията му е била отнета по обвинение, че е националист–фашист. Хората се набират главно в кръчмите, където те завързват здрави приятелски връзки. Иван Георгиев е изключен от всички училища на България и завършва като частен ученик с приравнителни изпити в Музикалното училище, но няма право да следва.
След излитането на Юрий Гагарин през 1961 година е дадена частична амнистия, в която Иван Георгиев попада с помощта на баща си, известен учен славист - професор Емил Георгиев. Разрешава му се да следва само физика, химия, математика и медицина, т.е. няма право на обществени науки. Записва медицина, но продължава да се намира непрекъснато в полезрението на ДС. От кръчмите се привличат хора и за да не се набиват в очите на обществеността, започват да се провеждат събирания под формата на турнири по спортен бридж, литературни конкурси с излъчване на награди и музикални сбирки. Въпреки предпазните мерки, отново на 1 септември 1983 година дейците на партията са арестувани и д-р Иван Георгиев попада на улица „Развигор“ 1, където бива задържан до 23 декември същата година. Благодарение на поета Венко Марковски, процес срещу него не се повдига.

### Българска национално-радикална партия
След 10 ноември 1989 година партията е възстановена и на 14 април 1990 година е регистрирана официално от съда като Българска национално-радикална партия. През първите години на демокрацията участва във всички избори, но поради липса на средства постепенно губи първоначалното си влияние. Най-голям изборен успех постига през 1991 година, когато за нея гласуват 63 000 души или 1,13% от избирателите. С течение на годините комитетите на партията намаляват и с малки изключения съществуват само на хартия. След смъртта на Иван Георгиев през март 2012 партията се разцепва на две, като всяка една претендира да излъчи заместник на починалия председател.